# Greenville Groove 2002-2003
La stagione 2002-03 dei Greenville Groove fu la 2ª e ultima nella NBA D-League per la franchigia.
I Greenville Groove arrivarono settimi nella NBA D-League con un record di 22-28, non qualificandosi per i play-off.

## Roster
| N° | Naz.                   | Ruolo | Sportivo        | Anno | Alt. | Peso |
| -- | ---------------------- | ----- | --------------- | ---- | ---- | ---- |
|    | Brasile (bandiera)     | C     | Luís Fernando   | 1978 | 211  | 122  |
|    | Stati Uniti (bandiera) | G     | Dean Oliver     | 1978 | 180  | 82   |
|    | Stati Uniti (bandiera) | A     | Chris Anderson  | 1974 | 198  | 98   |
|    | Stati Uniti (bandiera) | A     | Calvin Bowman   | 1977 | 206  | 96   |
| 3  | Stati Uniti (bandiera) | GA    | Robert Conley   | 1977 | 198  | 90   |
| 5  | Stati Uniti (bandiera) | A     | Tory Walker     | 1979 | 203  | 85   |
| 7  | Stati Uniti (bandiera) | C     | Jonathan Kerner | 1974 | 211  | 111  |
| 8  | Stati Uniti (bandiera) | G     | Donald Hand     | 1979 | 180  | 86   |
| 11 | Stati Uniti (bandiera) | G     | Jeff Myers      | 1974 | 188  | 89   |
| 12 | Stati Uniti (bandiera) | G     | Billy Thomas    | 1975 | 193  | 94   |
| 13 | Stati Uniti (bandiera) | G     | John Linehan    | 1978 | 175  | 75   |
| 14 | Stati Uniti (bandiera) | G     | Lynn Greer      | 1979 | 188  | 79   |
| 22 | Stati Uniti (bandiera) | A     | Fred Williams   | 1974 | 203  | 100  |
| 24 | Stati Uniti (bandiera) | G     | Jeff Myers      | 1974 | 188  | 89   |
| 30 | Stati Uniti (bandiera) | C     | Thomas Hamilton | 1975 | 218  | 150  |
| 31 | Stati Uniti (bandiera) | C     | Shawn Igo       | 1975 | 208  | 102  |
| 32 | Stati Uniti (bandiera) | G     | Greg Jones      | 1974 | 185  | 93   |
| 33 | Stati Uniti (bandiera) | GA    | Greg Gray       | 1979 | 201  | 91   |
| 42 | Stati Uniti (bandiera) | A     | Kevin Lyde      | 1980 | 208  | 118  |
| 44 | Stati Uniti (bandiera) | A     | Eric Williams   | 1978 | 203  | 110  |
| 45 | Mali (bandiera)        | C     | Soumaila Samake | 1978 | 213  | 104  |
| 50 | Stati Uniti (bandiera) | AC    | Brandon Kurtz   | 1978 | 208  | 116  |

## Staff tecnico
- Allenatore: Tree Rollins
- Vice-allenatore: Stephanie Ready
- Preparatore atletico: Mike Elliott